# Lars Levander
Lars Jakob Levander, född 31 mars 1883 i Jakobs församling i Stockholm, död 26 april 1950 i Rasbokils församling i Uppsala län i leukemi, var en svensk språkforskare, folklivsskildrare och  arkivarie. 

## Biografi
Trots att han till en början var mer intresserad av litteratur, drogs han till nordisk och svensk språkforskning under sitt arbete Sagotraditioner om sveakonungen Adils, inspirerad av sin lärare, Adolf Noreen. Detta förde honom till Åsen i Älvdalen hösten 1904 vid 21 års ålder, där han tillbringade fyra år då han lärde sig älvdalska. Där samlade han material till sin doktorsavhandling Älvdalsmålet i Dalarna. Ordböjning ock syntax, som han disputerade på vid Uppsala universitet 1909. Hans arbete om älvdalskan är än i dag en av huvudkällorna till språket.
Efter sin disputation ägnade han sig åt att fortsätta samla in ord på älvdalska och skriva om det traditionella arbetslivet och livsföringen och publicerade boken Livet i en Älvdalsby före 1870-talet år 1914, som har beskrivits som en av de yppersta svenska folklivsskildringarna.
Därefter arbetade han som folkskollärare och folkskoleinspektör tills han fick anställning vid Landsmålsarkivet i Uppsala 1920 där han fick i uppdrag att leda undersökningen av dalmålen. Detta uppdrag kom att fylla merparten av hans återstående arbetsliv och han tillbringade 1930-talet med att samla in ord i dalmålen för att skapa en ordbok. Han reste runt i landskapet och skaffade sig många medhjälpare av kunniga korresponderande ortsmeddelare. Dessa besvarade hans frågor och fotograferade många byggnader och föremål för att komplettera ordboken. 
Levander skrev även en serie kulturhistoriska populärvetenskapliga böcker om folkliv från svensk medeltid till 1700-talet  i serien Ur samhällsdjupen i forna tider: Brottsling och bödel 1933, Fattigt folk och tiggare 1934 samt Landsväg, krog och marknad 1935. 
På 1940-talet började han författa ordboksartiklar baserade på sitt material och vid sin död hade han hunnit fram till uppslaget ”skinn”. Levander hade 1916 donerat sin samling bestående av 14 000 ordlappar bara från Åsen, varav alla hade rikliga uppgifter om ordens användning och betydelse.

## Forskning
Som dialektolog skilde sig Levander ut sig från samtida forskare. I junggrammatisk anda var det vanliga i början av 1900-talet att skriva en dialektologisk avhandling med fokus på historisk ljud- och formlära. Levanders beskrivning är emellertid inte historisk utan synkron (samtida). Dessutom behandlar avhandlingen även älvdalsmålets syntax, vilket var ovanligt vid denna tid. Samtida dialektologer hade också främst intresse för ordens form, medan det centrala för Levander var ordens innehåll, betydelse och användning. Däremot var han uttalat ointresserad av fonetik och av fördjupning i detaljfrågor. Han ville se och beskriva de stora linjerna och sedan gå vidare. Han brukade säga att han överlät ”intrikata problem” åt ”specialisterna”. Detta har å andra sidan gett upphov till en mycket omfattande produktion av översikter, framställningar och uppteckningar.
Levander hade också ett intresse för folkliv och folkkultur i stort, vilket ledde till hans etnologiska publikationer. Han har också kallats en tidig sociolingvist – hans uppsats I vad mån kan ett bymål kallas enhetligt? skrevs redan 1908.

## Publikationer (i urval)
- 1909 – Älvdalsmålet i Dalarna: ordböjning ock syntax (avhandling)
- 1909 – I vad mån kan ett bymål kallas enhetligt?
- 1914 – Livet i en Älvdalsby före 1870-talet
- 1920 – Apokope i älvdalsmålet
- 1925 – Dalmålet: beskrivning och historia. Band 1
- 1928 – Dalmålet: beskrivning och historia. Band 2
- 1932 – Våra ord : deras uttal och ursprung: populär etymologisk ordbok (med Elias Wessén)
- 1933 – Brottsling och bödel
- 1934 – Fattigt folk och tiggare
- 1935 – Landsväg, krog och marknad
- 1943 – Övre Dalarnes bondekultur under 1800-talets förra hälft 1: Självhushåll
- 1944 – Övre Dalarnes bondekultur under 1800-talets förra hälft 2: Förvärvsarbete
- 1946 – Barnuppfostran på svenska landsbygden i äldre tid
- 1946 – Barnavård i övre Dalarne vid 1800-talets mitt
- 1947 – Övre Dalarnes bondekultur under 1800-talets förra hälft 3: Hem och hemarbete
- 1950 – Till frågan om ordens död
- 1953 – Älvdalskt arbetsliv under årtiondena omkring 1800-talets mitt (postumt utgiven av Stig Björklund)
- 1961- – Ordbok över folkmålen i övre Dalarna (material och manuskript, utgiven postumt)